# 哈德遜式轟炸機
哈德遜式轟炸機（英語：Lockheed Hudson）原本是美國洛克希德公司研製的14座位客機L-14，但其訂單幾乎都被同時期的DC-3客機搶走，生意慘淡的洛克希德全靠英國皇家空軍需要轟炸機而將其改造為軍用機，1938年6月英國政府下了200架的大訂單，哈德遜式轟炸機在二戰期間也作為海上巡邏機和反潛機等任務。

## 設計
哈德遜式轟炸機的前身L-14民航客機就是一架全金屬製中單翼機，機尾尾翼是H形，機翼外段前緣處翼面裝有低阻力之開縫翼，機翼後緣有夫勒式襟翼。
哈德遜式轟炸機在其L-14民航客機的基礎上加上機頭兩挺防衛機槍和一個機背槍塔，乘客艙改為炸彈艙，正副駕駛員在上方駕駛艙而投彈手和無線電員在機頭，機頭的防衛機槍也歸他們操作。

## 實戰

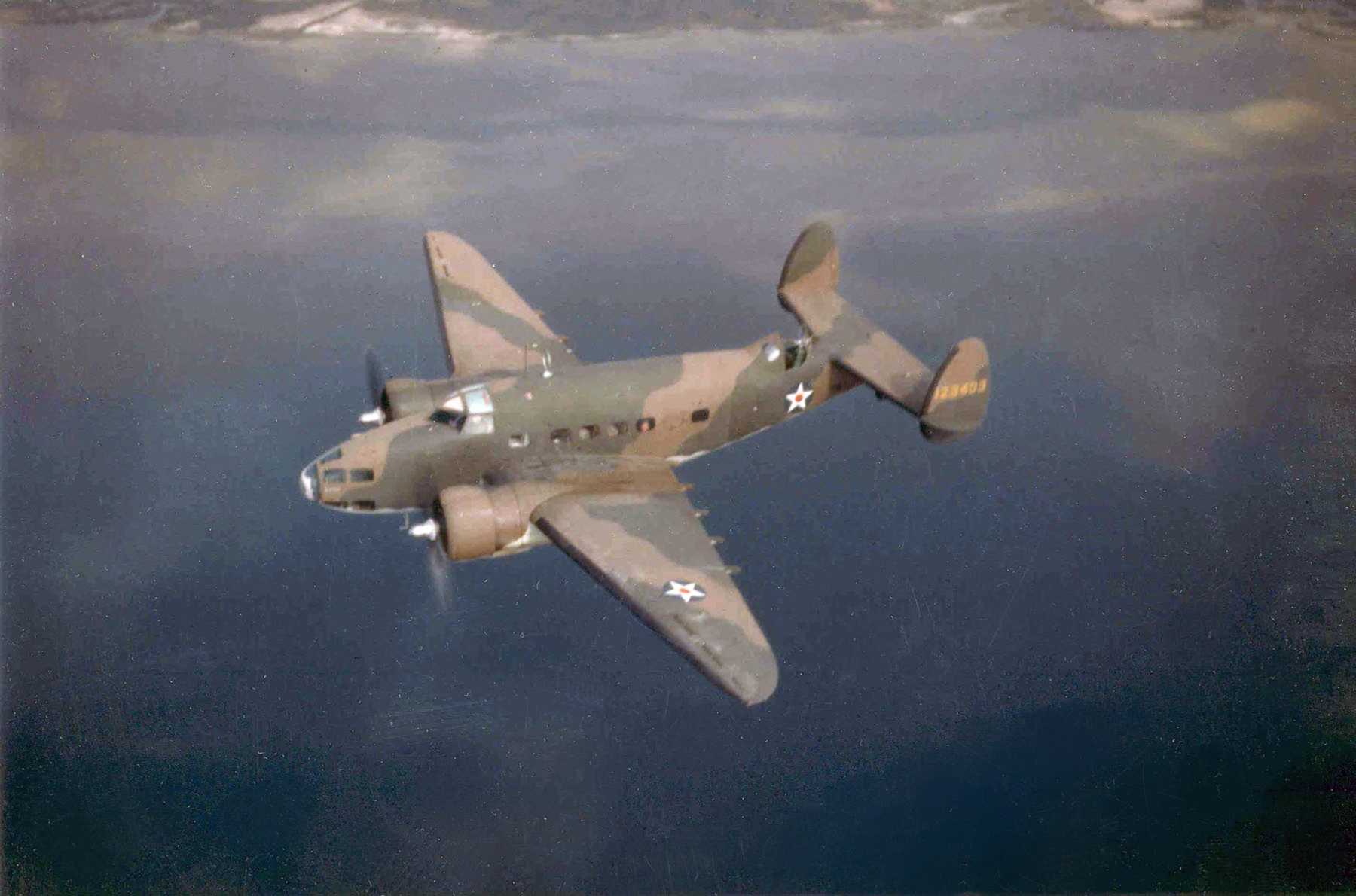
一架美軍A29哈德遜式轟炸機

當第二次世界大戰的歐戰在1939年爆發時，英國皇家空軍就有7個轟炸機中隊配備有哈德遜式轟炸機，英軍的哈德遜式轟炸機主要用於北海上空對德國海軍的軍艦尤其是U艇進行偵察和攻擊，1939年10月8日，一架英軍第224中隊的哈德遜式轟炸機在日德蘭半島對開海上擊落一架德國Do 17轟炸機，除此之外，英軍的哈德遜式轟炸機在北海也搜救落水的人並向他們投下救生艇，英軍的哈德遜式轟炸機後來也加入對歐洲德佔區的偵察和轟炸任務。
1942年3月1日，一架美國海軍PBO-1在紐芬蘭對出海上擊沉德國潛艇U-656號，7月31日，加拿大空軍的哈德遜式轟炸機也擊沉德國潛艇U-754號。
澳洲的哈德遜式轟炸機在1941年12月7日，在現今馬來西亞沙巴州的哥打峇魯擊沉一艘日軍貨船，這時正好是日軍完成偷襲珍珠港前一小時。
中國空軍經租借法案而獲得A29哈德遜式轟炸機，裝備第二大隊取代蘇製SB轟炸機，1942年10月27日，9架A29原訂在12架P-43戰鬥機的護航之下（由於計時錯誤，P-43未能和A29遇上）從成都溫江機場起飛去轟炸山西運城的日軍機場，這是中國空軍自太平洋戰爭開打後首次主動出擊，9架A29全部安全回航，11月2日，四架A29夜襲漢口江漢關碼頭，此戰除了地面日軍防空炮火外無日軍戰機出現，11月12日，6架A29轟炸湖北沙市日軍目標，回航時因天氣不佳而有兩架緊急降落，飛機受損而機員無事，1943年1月4日，大隊長佟彥博在飛行訓練時失事死亡，常德會戰期間，A29曾多次出擊為地面上的友軍作空中支援打擊日軍，1944年2月7日，8架A29炸毀平漢鐵路之黃河鐵橋，4月出發陝西南鄭參加中原會戰，而隨著更多更好的美製B-25轟炸機到來，國軍A29漸退出第一線而作為運輸機，最後因缺少補充零件而停飛退役。

## 型號
- L-14

原本的14座民航客機，名叫「超級艾烈他」（SUPER ELECTRA），美國大亨霍華德·休斯擁有一架
- 哈德遜式轟炸機MK1

英國空軍用型，早期型，原本訂購200架後來增加至401架，其中有50架給澳洲使用
- 哈德遜式轟炸機MK2

英國空軍用型，改良了螺旋槳
- 哈德遜式轟炸機MK3

英國空軍用型，增加了可收起的機腹機槍
- 哈德遜式轟炸機MK4

英國空軍用型，取消了機腹機槍
- 哈德遜式轟炸機MK5

英國空軍用型，改用普惠R-1830雙胡蜂式發動機
- 哈德遜式轟炸機MK6
- A28

美國陸軍用型，採用1,050匹馬力發動機
- A29

美國陸軍用型，採用1,200匹馬力發動機，中國經租借法案也獲得此機，中國的A29取消了機背槍塔
- AT-18

教練機
- PBO-1

美國海軍用型

## 基本資料
- 乘員:6人
- 機長:13.51米
- 翼展:19.96米
- 機高:3.62米
- 空重:5,400公斤
- 載重:7,930公斤
- 翼面積:51.2平方米
- 最快時速:397公里/小時
- 航程:3,150公里
- 昇限:7,470米
- 爬昇率:6.2米/秒

哈德遜式轟炸機三視圖

- 發動機:2俱萊特颶風風冷式發動機(1,200匹馬力)
- 武裝:機頭2支7.62毫米口徑M1919機槍+機背槍塔2支相同的機槍+340公斤炸彈

## 使用國家

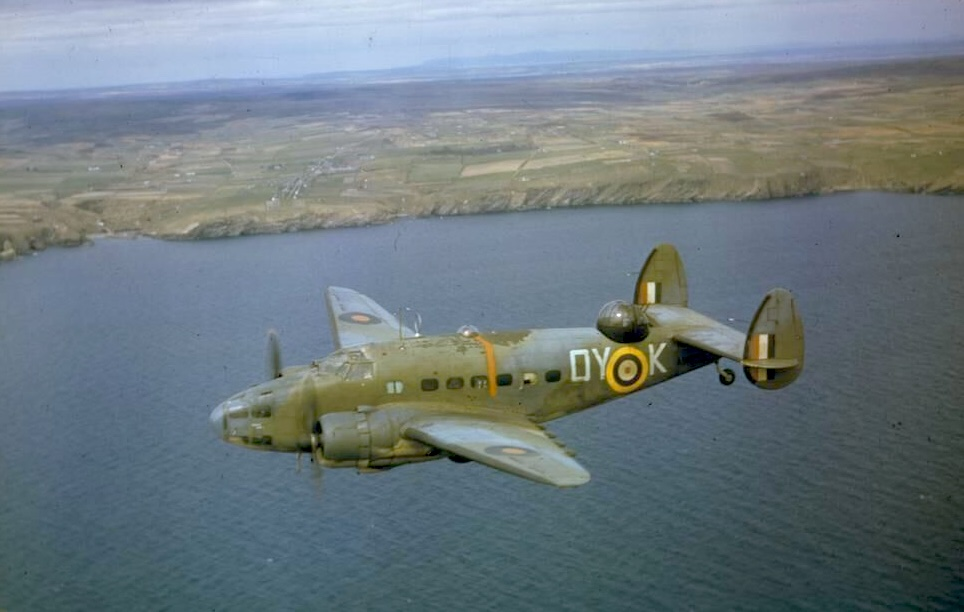
一架英國皇家空軍的哈德遜式轟炸機

- 美国（生產國）
- 英国
- 巴西
- 加拿大
- 中華民國
- 爱尔兰
- 以色列
- 荷蘭
- 新西兰
- 葡萄牙
- 南非

## 外部連結
- 抗戰期間美援洛克希德A29哈德遜式轟炸機